# Guillaume Posthumus Meyjes
Guillaume Henri Marie (Hans) Posthumus Meyjes (Amsterdam, 2 mei 1927 – Leiden, 24 juli 2008) was een Nederlands theoloog.

## Biografie
Posthumus Meyjes studeerde theologie en promoveerde op een proefschrift over de middeleeuwse Franse theoloog Jean de Gerson. Vanaf 1967 was hij als hoogleraar verbonden aan de Rijksuniversiteit Leiden met als vakgebied de kerkgeschiedenis van de middeleeuwen en de reformatie. Hij deed voornamelijk onderzoek naar Franse en Franstalige theologen en had bijzondere belangstelling voor irenische personen die pleitten voor verzoening tussen de verschillende stromingen in het christendom.
In 1984 ontdekte Posthumus Meyjes in een handschriftencatalogus een onuitgegeven werk van Hugo de Groot: Meletius. Hij bezorgde alsnog een eerste uitgave van het onorthodoxe theologische geschrift.
Posthumus Meyjes ging met emeritaat in 1992 en overleed in Leiden in 2008.

## Onderscheidingen
- 1988: Koninklijke Nederlandse Akademie van Wetenschappen
- 1991: Eredoctoraat, Universiteit van Genève[1]
- 1992: Ridder in de Orde van de Nederlandse Leeuw[1]